# Tigerair Australia
Tiger Airways Australia Pty Ltd, opérant en tant que Tigerair Australia, est une compagnie aérienne à bas prix australienne. Elle commence ses activités sur le marché intérieur le 23 novembre 2007 sous le nom d  Tiger Airways Australia et ferme ses portes le 12 septembre 2020. C'était une filiale de Virgin Australia Holdings. La compagnie était basée à Melbourne, Victoria, avec sa base principale à l'Aéroport de Melbourne.

## Histoire
Le gouvernement australien et la législation permet à des compagnies aériennes qui appartiennent à 100 % à des pays étrangers pour exploiter des lignes aériennes à l'intérieur du pays.
Le changement de réglementation a été l'origine appliqué uniquement à la Nouvelle-Zélande en 1996, mais ont ensuite été assouplies, permettant l'établissement de Virgin Australia.

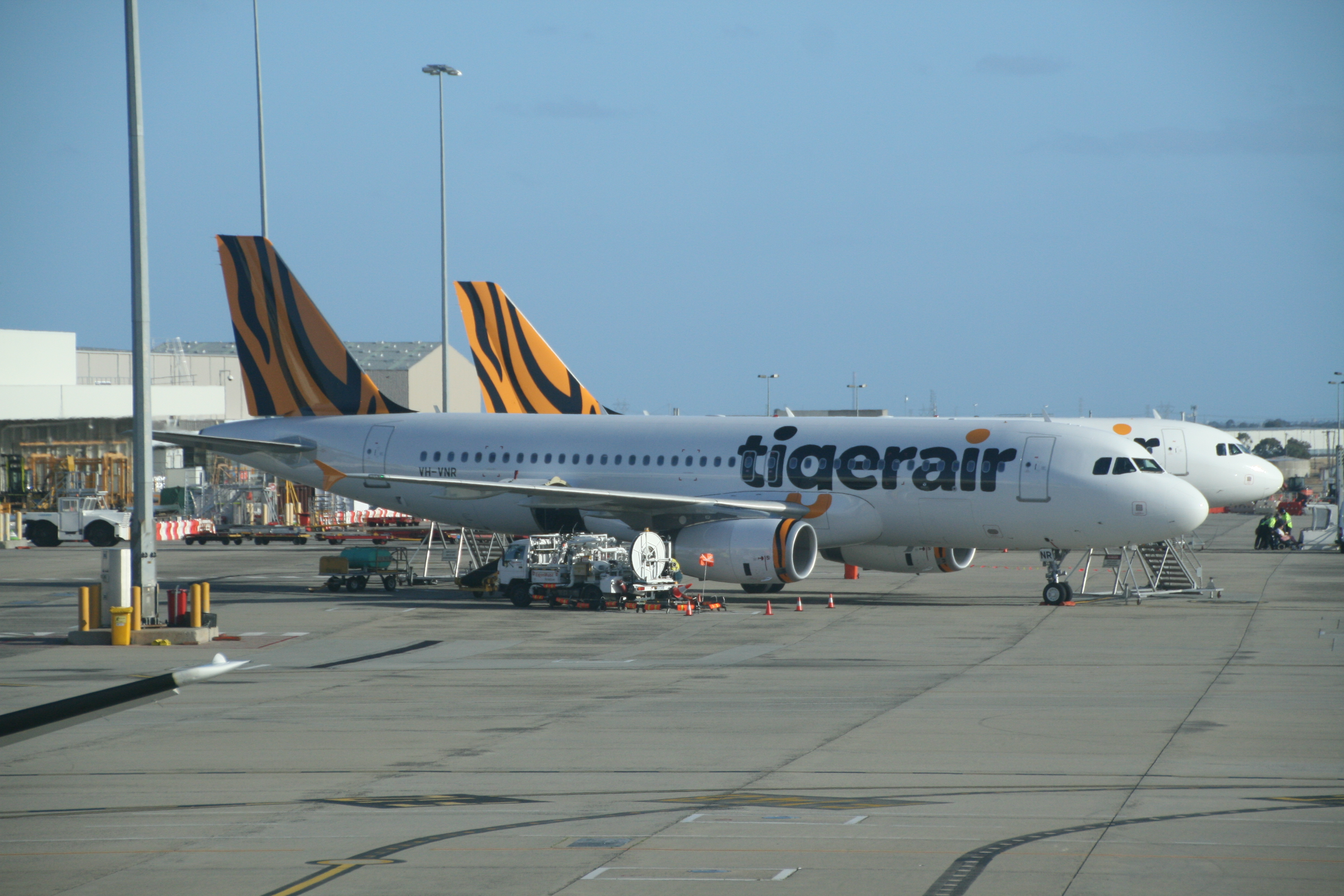
Un Airbus A320 de Tigerair Australiaporter à l'Aéroport de Melbourne en 2014

Les autorités donnent leur approbation à Tiger Airways pour établir sa filiale Australienne en mars 2007, sans conditions particulières. Le 16 mars 2007 Tiger Airways Australia Pty. Ltd. a été incorporée dans le Territoire du Nord, bien que la société soit basée à Melbourne, avec l'Aéroport de Melbourne comme plate-forme aérienne majeure.
Cinq avions et 10 millions de dollars ont été engagés pour démarrer la filiale, et son fonctionnement est calqué sur celui de Tiger Airways.
Tiger Australia a annoncé en février 2010 que la compagnie aérienne est maintenant rentable.
En octobre 2012, Virgin Australia Holdings a annoncé son intention d'achat de 60 % des parts Tiger Airways Australia. L'affaire a été conclue en juillet 2013, après que la compagnie ait changé de nom pour Tigerair Australia.
Le 17 octobre 2014, Virgin Australia Holdings a annoncé son intention d'acquérir 40 % des parts détenues par Tiger Airways Holdings pour $1, en conservant le nom de TigerAir.
Le 16 mai 2016, Tigerair Australia rejoint Value Alliance, le plus grand partenariat mondial de compagnies aériennes à bas prix. Cette nouvelle alliance a commencé avec Cebu Pacific, Jeju Air, Nok Air et NokScoot, Tigerair et Scoot, et Vanilla Air au Japon.
À la suite des conséquences socio-économiques de la pandémie de COVID-19, elle cesse ses activités aériennes fin mars 2020 . Virgin Australie annonce le 5 août qu'elle veut vendre la compagnie puis la ferme le 12 septembre 2020.

## Flotte
En juin 2016, la flotte de Tigerair Australia comprend les appareils suivants:
| Appareil        | En Service | Places | Notes                        |
| --------------- | ---------- | ------ | ---------------------------- |
| Airbus A320-200 | 14         | 180    | Remplacement: Boeing 737-800 |
| Boeing B737-800 | 4          | 180    | From Virgin Australia        |
| Total           | 14         |        |                              |

En juillet 2016, Virgin Australia et la compagnie aérienne déclare que l'ensemble de la flotte A320 sera remplacée par des Boeing 737-800 d'ici à 2019. A sa liquidation, en septembre 2020, Tigerair opérait huit A320 et six 737-800.